# Alfried Krupp von Bohlen und Halbach
Alfried Krupp von Bohlen und Halbach, född 13 augusti 1907 i Essen, död 30 juli 1967 i Essen, var en tysk industriman som efter andra världskriget kom att dömas för krigsförbrytelser och brott mot mänskligheten. Han var son till Gustav Krupp von Bohlen und Halbach.

## Uppväxt och utbildning
Alfried Krupp von Bohlen und Halbach var son till Bertha och Gustav Krupp von Bohlen und Halbach. Han växte upp tillsammans med sina syskon på familjeresidenset Villa Hügel. Han utbildade sig vid Tekniska universitetet i München varpå olika befattningar inom Kruppkoncernen följde. Under denna period utmärkte han sig som seglare. Han var bland annat med och tog OS-brons vid olympiska spelen i Berlin 1936.

## Karriär och fängelsestraff

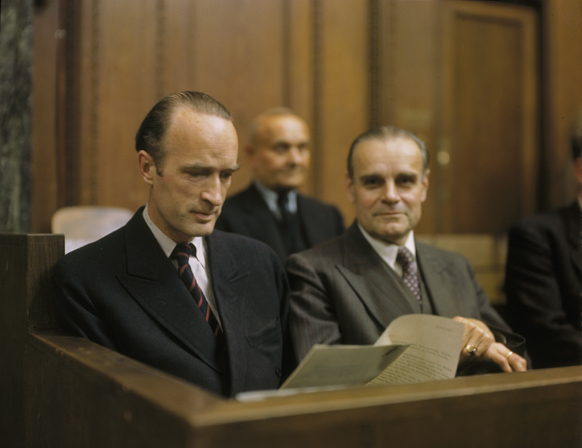
Alfried Krupp von Bohlen und Halbach (t.v.) som åtalad i Krupprättegången, 1948.

År 1937 gifte sig Krupp med Annelise Bahr som han träffat vid Berlin-OS och 1938 föddes sonen Arndt von Bohlen und Halbach. 
Krupp var från 1931 stödjande medlem i SS, förderndes Mitglied der SS, och senare Standartenführer i Nationalsozialistisches Fliegerkorps. Från 1938 var han medlem i NSDAP.
Vid samma tid fick han alltfler uppdrag i koncernen och från 1940 började han leda koncernen sedan hans far fått allt sämre hälsa. 1943 övertog han formellt styret av Kruppkoncernen från sin far.  
Under andra världskriget gick koncernen med stor vinst, i samband med att man tog över flera fabriker i det av Nazityskland ockuperade Europa. Företaget använde sig även av tvångsarbetare från nazisternas koncentrationsläger; även efter det att militären rekommenderat honom att byta ut tvångsarbetarna mot vanliga tyska arbetare, så insisterade Krupp på att koncernen skulle få fortsätta att använda sig av slaveri. Krupp utnämndes även till Reichsminister für Rüstung und Kriegsproduktion (Minister för krigsmateriel och krigsproduktion) av Hitler, samt tilldelades Krigsförtjänstkorset av första och andra klassen. 
För sin delaktighet i förintelsen sattes han i fängsligt förvar av de allierade styrkorna i samband med krigsslutet. År 1948 dömdes Krupp till 12 års fängelse för krigsförbrytelser och brott mot mänskligheten vid Krupprättegången. Han satt tre år i Landsbergfängelset i Landsberg am Lech, innan USA:s högste kommissionär i Västtyskland, John J. McCloy, beslutade att benåda och frige honom 1951. 
Från frigivningen arbetade han resten av livet för att återföra Kruppkoncernen tillbaka till världstoppen inom kol- och stålindustrin. År 1953 blev han formellt återinsatt som chef för Kruppkoncernen efter att ingått avtal om restriktioner rörande företagets produktion och att man inte längre fick tillverka vapen. 
År 1953 anställde Krupp Berthold Beitz som ny VD och som tillsammans med honom ledde omstruktureringen av företaget. Krupp hade lärt känna Beitz av en slump och såg potentialen hos den unge chefen på försäkringsbolaget Iduna. Beitz kom med sin nya stil att förändra den gamla koncernen. Krupp kom efterhand att visa sig alltmer offentligt och som företagets ansikte utåt. Många var de statschefer som besökte Essen och Krupp och mottogs av koncernchefen. 
År 1952 gifte sig Alfried Krupp von Bohlen und Halbach med Vera Hossenfeldt. Detta äktenskap upplöstes 1957. År 1967 beslutade Alfried Krupp att skapa en stiftelse, Alfried Krupp von Bohlen und Halbach-Stiftung, som skulle ta över efter hans frånfälle; hans son Arndt von Bohlen und Halbach valde att frånsäga sig sitt arv till förmån för stiftelsen. Samma år avled Krupp och 1968 omvandlades Kruppkoncernen till Fried. Krupp GmbH.